# Movimiento de Reforma Inmigratoria Justa
El Movimiento de Reforma Inmigratoria Justa (en inglés: FIRM, Fair Immigration Reform Movement)  es un movimiento de base que apoya una reforma migratoria integral y los derechos civiles de los inmigrantes en los Estados Unidos. Fue iniciado en 2000 por Community Change. Incluye una coalición de 30 organizaciones de movimientos por los derechos de los inmigrantes en los Estados Unidos. Los objetivos de FIRM son ayudar a las organizaciones de base a formar una voz colectiva en torno a una reforma migratoria integral y abordar los problemas que enfrentan los inmigrantes.
Desde su creación en 2004, FIRM ha servido como un centro de "reforma migratoria integral y derechos civiles de inmigración" en los Estados Unidos. Este movimiento social ha alentado a cientos de organizaciones de inmigrantes y no inmigrantes a pedir colectivamente la mejora de las vidas de las comunidades marginadas de color, género, raza y etnia.